# Frederick Douglass
Frederick Douglass (rođen Frederick Augustus Washington Bailey) (14. veljače 1817. ili 1818. – 20. veljače 1895.) bio je američki socijalni reformator, abolicionist, govornik, književnik i državnik. Nakon bijega iz ropstva u Marylandu, postao je nacionalni vođa abolicionističkog pokreta u Massachusettsu i New Yorku. Postao je poznat po govorništvu i pronicljivim zapisima protiv ropstva. U skladu s tim, abolicionisti su ga u svoje vrijeme opisivali kao primjer velikog intelektualca, što je bilo protiv mišljenja robovlasnika da robovi nemaju intelektualnu sposobnost da funkcioniraju kao neovisni američki građani.  U isto vrijeme, sjevernjacima je u to vrijeme bilo teško povjerovati da je tako sjajan govornik nekada bio rob. 
Douglass je napisao tri autobiografije, posebno opisujući svoja iskustva u Pripovijesti o životu Fredericka Douglassa, američkog roba (1845), koja je postala bestseler i koja je uvelike utjecala na abolicionizam, kao i njegova druga knjiga, Moje ropstvo i moja sloboda (1855). Nakon građanskog rata, Douglass je nastavio svoju borbu protiv ropstva  i napisao posljednju autobiografiju, Život i vremena Fredericka Douglassa. Prvi je put objavljena 1881. i revidirana 1892., tri godine prije njegove smrti, knjiga opisuje događaje tijekom i nakon građanskog rata. Douglass je također aktivno podržavao žensko pravo glasa i obnašao nekoliko dužnosti državne uprave. Bez njegove suglasnosti, Douglass je postao prvi Afroamerikanac nominiran za potpredsjednika Sjedinjenih Država kao kandidat za potpredsjednika kandidatkinje za predsjednika Victorije Woodhull, uz potporu Stranke jednakih prava.
Douglass je vjerovao u dijalog i sklapanje saveza bez obzira na rasne i ideološke podjele, kao i u liberalne vrijednosti američkog ustava . Kad su radikalni abolicionisti, pod motom "Nema udruživanja s robovlasnicima", kritizirali Douglassovu spremnost da razgovara s robovlasnicima, odgovorio je: "Ujedinio bih se sa svima kako bih činio dobro, a ni s kim kako bih činio zlo."

## Život kao rob
Frederick Augustus Washington Bailey rođen je kao rob na istočnoj obali zaljeva Cheasapeake u Marylandu. Plantaža na kojoj je radio bila je između Hillsboroa i Cordove. U svojoj prvoj autobiografiji Douglass navodi: "Ne znam točno koliko sam star, jer nikad nisam vidio vjerodostojnu ispravu s tim podatkom." Međutim, uzevši u obzir zapise Douglassovog prijašnjeg vlasnika, Aarona Anthonyja, povjesničar Dickson J. Preston uspio je odrediti vrijeme Douglassovog rođenja, u veljači 1817. Datum njegovog rođenja nije poznat, ali je Douglass odlučio slaviti svoj rođendan 14. veljače (Valentinovo), jer ga je majka zvala "My little Valentine". 

### Obitelj
Douglass je bio miješane rase, koja je vjerojatno uključivala indijanske i afričke, ali također i europske korijene s majčine strane. Nasuprot tome, otac mu je bio "gotovo sigurno bijelac", prema povjesničaru Davidu W. Blightu, koji taj podatak spominje u Douglassovoj biografiji iz 2018. godine. Douglass je rekao da mu je majka Harriet Bailey dala ime Frederick Augustus Washington Bailey, a nakon bijega na sjever godinama kasnije uzeo je prezime Douglass, jer je već napustio svoja dva srednja imena.

Kasnije je pisao o svojim najranijim vremenima s majkom:
Šaptalo se da je moj gospodar moj otac; ali o točnosti ovog mišljenja ne znam ništa. ... Moja majka i ja bili smo razdvojeni kad sam bio tek dijete. ... U dijelu Marylanda iz kojeg sam pobjegao uobičajeno je vrlo rano odvojiti djecu od njihovih majki. ... Ne sjećam se da sam ikad vidio svoju majku tijekom dana. Bila je sa mnom noću. Legla bi sa mnom i uspavala me, ali prije nego što sam se probudio, nje više nije bilo.
Nakon odvajanja od majke tijekom djetinjstva, mladi Frederick živio je s bakom s majčine strane Betsy Bailey, koja je također bila robinja, i djedom po majci Isaacom, koji je bio slobodan. Betsy je živjela do 1849. Frederickova majka ostala je na plantaži udaljenoj oko 19 km. Prije nego što je umrla kad je imao sedam godina Fredericka je posjetila svega nekoliko puta.

### Rano učenje i iskustvo

#### Obitelj Auld
U dobi od 6 godina Frederick se odvojio od bake i djeda i preselio na plantažu kuće Wye, gdje je Aaron Anthony radio kao nadzornik. Nakon Anthonyjeve smrti 1826. godine, Douglassa je dobila Lucretia Auld, supruga Thomasa Aulda, koja ga je poslala da služi Thomasovom bratu Hughu Auldu u Baltimoreu. Lucretia je bila iznimno važna u Douglassovom odrastanju, jer je oblikovala njegova iskustva i posebno se zanimala za njega od djetinjstva, želeći mu pružiti bolji život. Douglass je smatrao da je imao sreće što je bio u gradu, gdje je rekao da su robovi bili gotovo slobodni, u usporedbi s onima na plantažama.
Kad je Douglass imao oko 12 godina, supruga Hugha Aulda, Sophia Auld, počela ga je podučavati abecedi. Od dana kad je stigao, pobrinula se da se Douglass pravilno hrani i odijeva te da spava u krevetu s plahtama i pokrivačem. Douglass ju je opisao kao dragu i nježnu ženu koja se prema njemu ponašala "onako kako je pretpostavljala da se jedno ljudsko biće treba ponašati prema drugom". Hugh Auld nije odobravao njegovo podučavanje, osjećajući da će pismenost potaknuti njegovu želju za slobodom; Douglass je to kasnije nazvao "prvom lekcijom protiv ropstva " koju je ikada čuo.  Pod utjecajem svog supruga, Sophia je povjerovala da su obrazovanje i ropstvo nespojivi i jednog je dana otela Douglassu novine. Prestala ga je posve poučavati i od njega je sakrila sve potencijalne materijale za čitanje, uključujući svoju Bibliju.  U svojoj autobiografiji Douglass je ispričao kako je naučio čitati od bijele djece u susjedstvu te promatrajući spise muškaraca s kojima je radio.

Douglass je nastavio potajno učiti kako čitati i pisati. Kasnije je često govorio: "Znanje je put od ropstva do slobode." Kad je Douglass počeo čitati novine, pamflete, političke materijale i knjige svih opisa, ta ga je nova razina obrazovanja navela da preispita i osudi instituciju ropstva. U kasnijim godinama Douglass je Kolumbijskom govorniku, antologiji koju je otkrio s otprilike 12 godina, pripisao pojašnjenje i definiranje njegovih stavova o slobodi i ljudskim pravima. Knjiga je prvi put objavljena 1797. godine, a služila je za čitanje u učionicama i sadrži eseje, govore i dijaloge kako bi pomogla učenicima u čitanju i gramatici. Kasnije je saznao da je i njegova majka bila pismena, o čemu će kasnije izjaviti:
Prilično sam voljan, pa čak i sretan, pripisati svaku ljubav prema slovima koju posjedujem - unatoč predrasudama - ne svom priznatom anglosaksonskom očinskom podrijetlu, već urođenom geniju svoje skromne, slabe i neprofinjene majke - žene koja je pripadala rasi čije je mentalno bogatstvo trenutno poželjno omalovažavati i prezirati.

#### William Freeland
Kad je Douglass radio kod Williama Freelanda, podučavao je druge robove na plantaži da čitaju Novi zavjet u nedjeljnoj školi. Kako se riječ o njegovim predavanjima širila, interes robova za učenjem se povećao toliko da je svakog tjedna više od 40 robova pohađalo nastavu. Otprilike šest mjeseci njihovo je učenje ostalo relativno nezapaženo. Dok je Freeland i dalje bio zadovoljan njihovim aktivnostima, drugi su se vlasnici plantaža razbjesnili zbog toga što su njihovi robovi dobili dolično obrazovanje. Jedne nedjelje upali su na skup, naoružani palicama i kamenjem, kako bi trajno rastjerali skup.

#### Edward Covey
Thomas Auld je uzeo Douglassa natrag od Hugha 1833. godine ("Kako bi kaznio Hugha", Douglass je kasnije napisao). Thomas je poslao Douglassa da radi za Edwarda Coveyja, siromašnog farmera koji je imao reputaciju "razbijača robova". Bičevao je Douglassa tako često da mu rane nisu stigle zarasti. Douglass je kasnije rekao da su mu česta bičevanja slamala tijelo, dušu i duh. Međutim, 16-godišnji Douglass konačno se pobunio protiv konstantnog bičevanja i uzvratio. Nakon što je Douglass pretukao Coveya u fizičkom obračunu, Covey ga više nikada nije pokušao bičevati.  Pričajući o bičevanjima na Coveyjevoj farmi u Pripovijesti o životu Fredericka Douglassa, američkog roba, Douglass je sebe opisao kao "čovjeka preobraženog u divljaka!" Ipak, Douglass je svoju fizičku borbu s Coveyem shvatio kao životnu preobrazbu i predstavio priču u svojoj autobiografiji kao takvu: "Vidjeli ste kako je čovjek postao robom; sada ćete vidjeti kako je rob postao čovjekom."

## Iz ropstva u slobodu
Douglass je prvo pokušao pobjeći od Freelanda, koji ga je unajmio od njegovog vlasnika, ali nije uspio. Douglass se upoznao i zaljubio u Annu Murray, slobodnu crnkinju u Baltimoreu 1837. godine. Ona je bila otprilike pet godina starija od njega. Njezin slobodni status ojačao je njegovo uvjerenje u mogućnost stjecanja vlastite slobode. Murray ga je ohrabrio i potpomogao njegove napore pomoći i novcem.
Dana 3. rujna 1838. Douglass je uspješno pobjegao ukrcavši se na vlak Philadelphia, Wilmington i Baltimore željeznice, koji se kretao prema sjeveru. Područje u kojem se ukrcao bilo je na kratkoj udaljenosti istočno od željezničkog skladišta, u nedavno razvijenom kvartu između modernih četvrti Harbour East i Male Italije. Skladište se nalazilo na ulicama President i Fleet, istočno od "zaljeva" luke Baltimore, na sjeverozapadnom kraku rijeke Patapsco .
Mladi Douglass stigao je do Havre de Grace, Maryland, u okrugu Harford, u sjeveroistočnom uglu države, uz jugozapadnu obalu rijeke Susquehanna, koja se ulijevala u zaljev Chesapeake. Iako ga je to smjestilo na samo nekih 20 milja (32 km) od državne linije Maryland – Pennsylvania, bilo je lakše nastaviti željeznicom kroz Delaware, drugu robovlasničku državu. Odjeven u mornarsku odoru koju mu je pružila Anna Murray i opremljen dijelom njezine ušteđevine za pokrivanje putnih troškova, nosio je identifikacijske dokumente i zaštitne papire koje je dobio od slobodnog crnog mornara. Douglass je široku rijekom Susquehanna prešao parnim trajektom kod Havre de Grace do Perryvillea na suprotnoj obali, u okrugu Cecil, a zatim nastavio vlakom preko državne linije do Wilmingtona u državi Delaware, velike luke na čelu zaljeva Delaware. Odatle je išao parnim čamcem uz rijeku Delaware dalje sjeveroistočno do "Quaker Cityja" iz Philadelphije u državi Pennsylvania, uporišta protiv ropstva. Nastavio je do sigurne kuće istaknutog abolicionista Davida Rugglesa u New Yorku. Cijelo njegovo putovanje do slobode trajalo je manje od 24 sata. Douglass je kasnije napisao o svom dolasku u New York City:

Često su me pitali, kako sam se osjećao kada sam postao slobodan. Moji će čitatelji možda također biti znatiželjni što se tiče tog pitanja. Nema ničega u mojem životnom iskustvu za što mogu reći da predstavlja veći užitak. Novi se svijet otvorio pred mojim očima. Živio sam više u jednom danu nego u godini ropstva. To je bilo vrijeme slatke uzbuđenosti koje se ne može opisati riječima. U pismu koje sam uputio prijatelju nakon što sam stigao u New Yorku, opisao sam svoje iskustvo usporedivši ga s osjećajem osobe koja je pobjegla iz jazbine gladnih lavova. Jad i očaj, kao tama i kiša, mogu se s lakoćom opisati, ali sreća i zadovoljstvo ne mogu.

Kad je Douglass stigao, poslao je po Annu Murray da ga slijedi prema sjeveru do New Yorka. Donijela je sve što je bilo potrebno kako bi postavili dom. Vjenčao ih je 15. rujna 1838. crni prezbiterijanski ministar, samo jedanaest dana nakon što je Douglass stigao u New Yorka. Isprva su koristili Johnson kao svoje prezime kako bi skrenuli pažnju.

## Aktivizam
Par se nastanio u New Bedfordu u Massachusettsu (abolicionistički centar, prepun bivših robova) 1838. godine, preselivši se u Lynn, Massachusetts, 1841. Nakon sastanka i boravka s Nathanom i Mary Johnson, uzeli su Douglass kao svoje prezime: Douglass je odrastao koristeći prezime svoje majke Bailey. Svoje prezime promijenio je prvo u Stanley, pa onda u Johnson. U New Bedfordu, potonje je bilo tako često ime da je želio jedno prepoznatljivije, te je zamolio Nathana Johnsona da odabere prikladno prezime. Nathan je predložio " Douglass ", nakon što je pročitao pjesmu Waltera Scotta , Lady of the Lake, u kojoj se dva glavna lika prezivaju " Douglas ".
Douglass je mislio pristupiti bjelačkoj metodističkoj crkvi, ali je od početka bio razočaran kad je utvrdio da je segregirana. Kasnije se pridružio afričkoj metodističkoj episkopalnoj crkvi Zion, neovisnoj crnačkoj denominaciji koja je prvi put uspostavljena u New Yorku, a koja je među svoje članove ubrajala Sojourner Truth i Harriet Tubman . Postao je licencirani propovjednik 1839. godine, što mu je pomoglo da usavrši svoje govorničko umijeće. Bio je na različitim pozicijama, uključujući i upravitelja i nadzornika nedjeljne škole. 1840. Douglass je održao govor u Elmiri u New Yorku, tada kolodvoru na podzemnoj željeznici, u kojem će se crnačka skupština formirati godinama kasnije, postavši najveća crkva u regiji do 1940. 
Douglass se također pridružio nekim organizacijama u New Bedfordu i redovito je pohađao sastanke o abolicionizmu. Pretplatio se na tjedne novine Williama Lloyda Garrisona , The Liberator. Kasnije je rekao da me "nijedno lice i oblik nikada nisu impresionirali takvim osjećajima [mržnje prema ropstvu] kao osjećaji Williama Lloyda Garrisona." Taj je utjecaj bio toliko dubok da je u svojoj posljednjoj biografiji Douglass spomenuo da je "njegov rad zauzeo drugo mjesto u mom srcu, odmah iza Biblije ". Garrison je također bio impresioniran Douglassom, a o svom antikolonijalističkom stavu pisao je u The Liberatoru već 1839. godine. Douglass je prvi put čuo Garrisona kako govori 1841. godine, na predavanju koje je Garrison održao u Liberty Hallu u New Bedfordu. Na drugom sastanku Douglass je neočekivano bio pozvan da govori. Nakon što je ispričao svoju životnu priču, Douglass je potaknut da postane predavač protiv ropstva. Nekoliko dana kasnije, Douglass je govorio na godišnjoj konvenciji Društva za borbu protiv ropstva u Massachusettsu u Nantucketu. Tada 23-godišnjak, Douglass je pobijedio nervozu i održao rječit govor o svom ropskom životu.
Dok je živio u Lynnu, Douglass je sudjelovao u ranom prosvjedu protiv segregiranog prijevoza. U rujnu 1841. godine, na stanici Lynn Central Square, Douglass i njegov prijatelj James N. Buffum izbačeni su iz vlaka Istočne željeznice jer je Douglass odbio sjesti u odvojeni željeznički vagon.
Douglass se pridružio ostalim govornicima u projektu "Sto konvencija" Američkog društva za borbu protiv ropstva 1841. godine. To je bila šestomjesečna turneja po dvoranama za sastanke diljem istočnog i srednjeg zapada Sjedinjenih Država. Tijekom ove turneje pristaše ropstva često su prilazile do Douglassa. Na predavanju u Pendletonu u državi Indiana, bijesna svjetina progonila je i tukla Douglassa prije nego što ga je spasila lokalna kvekerska obitelj Hardy. U napadu mu je slomljena ruka, koja je nepravilno zacijelila i mučila ga je do kraja života. Spomen-kamen u parku Falls u povijesnoj četvrti Pendleton obilježava ovaj događaj.
Frederick Douglass objasnio je Garrisonu 1847. godine: "Nemam ljubavi prema Americi u ovakvom stanju; nemam domoljublja. Nemam zemlju. Koju zemlju imam? Institucije ove zemlje me ne poznaju - ne prepoznaju me kao čovjeka. " 

### Autobiografije
Douglassovo najpoznatije djelo njegova je prva autobiografija, Pripovijest o životu Fredericka Douglassa, američkog roba, napisana za vrijeme njegovog boravka u Lynnu u Massachusettsu i objavljena 1845. U to su vrijeme neki skeptici postavljali pitanje je li moguće da crnac može napisati tako elokventno književno djelo? Knjiga je dobila općenito pozitivne kritike i odmah je postala bestseller. U roku od tri godine tiskana je devet puta, a 11 000 primjeraka cirkuliralo je Sjedinjenim Državama. Preveden je i na francuski i nizozemski te je bio objavljen i u Europi.
Douglass je tijekom svog života objavio tri verzije svoje autobiografije (i revidirao treću), svaki put nadovezujući se na prethodnu. Pripovijest iz 1845. bila je njegova najprodavanija knjiga i vjerojatno mu je omogućila da prikupi sredstva kako bi stekao svoju pravnu slobodu sljedeće godine, kao što je objašnjeno u nastavku. 1855. Douglass je objavio knjigu " Moje ropstvo i moja sloboda" .Nakon američkog građanskog rata, 1881. godine, Douglass je objavio Life and Times of Frederick Douglass, autobiografiju koju je revidirao 1892. godine.

### Putovanja u Irsku i Veliku Britaniju
Douglassovi prijatelji i mentori bojali su se da će Douglassova slava skrenuti pažnju njegovom bivšem vlasniku Hughu Auldu koji bi mogao pokušati vratiti svoje "vlasništvo". Potaknuli su Douglassa na putovanje po Irskoj, kao što su to činili mnogi bivši robovi. Douglass je isplovio Cambrijom za Liverpool u Engleskoj 16. kolovoza 1845. Putovao je Irskom kad je počinjala velika glad.

Osjećaj slobode od američke rasne diskriminacije zapanjio je Douglassa: 
Prošlo je jedanaest i pol dana i prešao sam tri tisuće milja opasne dubine. Umjesto demokratske vlade, ja sam pod monarhijskom vladom. Umjesto sjajnog, plavog neba Amerike, pokriven sam mekom, sivom maglom smaragdnog otoka [Irska]. Dišem, i eto! Imovina [rob] postaje čovjek. Uzalud gledam onoga tko će dovesti u pitanje moju ljudskost, smatrati me svojim robom ili me uvrijediti. U kočiji - sjedim pored bijelaca - dolazim do hotela - ulazim na ista vrata - pokazuju me u isti salon - večeram za istim stolom - i nitko se ne osjeća uvrijeđenim ... smatraju me jednakim i na svakom koraku obasipaju dobrotom i poštovanjem, jednakom kao prema bijelcima. Kad odem u crkvu, ne sretnu me uzdignuti nos i prezirna usna da mi kažu: ' Ne dopuštamo ovdje crnje! '
Također je upoznao i sprijateljio se s irskim nacionalistom Danielom O'Connellom, koji mu je bio velika inspiracija.
Douglass je dvije godine proveo u Irskoj i Velikoj Britaniji, održavajući predavanja u crkvama i kapelama. Bio je tako poznat da su neki objekti gdje je održavao predavanja bili "toliko pretrpani da se nije moglo disati". Jedan od primjera bio je njegov izuzetno popularan govor na recepciji u Londonu, koji je Douglass održao u svibnju 1846. u Finsbury kapeli Alexandera Fletchera. Douglass je primijetio da se u Engleskoj s njim nisu postupali "kao s bojom, već kao s čovjekom".
Douglass se susreo s Thomasom Clarksonom 1846. godine. Clarkson je bio jedan od posljednjih živućih britanskih abolicionista koji su nagovorili Parlament da ukine ropstvo u kolonijama Velike Britanije. Tijekom ovog putovanja Douglass je postao zakonski slobodan, jer su britanske pristaše njegove borbe protiv institucije ropstva, predvođene Annom Richardson i njezinom šogoricom Ellen iz Newcastlea na Tyneu prikupljale sredstva za otkup njegove slobode od američkog vlasnika Thomasa Aulda. Mnogi su Douglassovi pristaše pokušali potaknuti Douglassa da ostane u Engleskoj, ali, sa suprugom koja je još uvijek u Massachusettsu i tri milijuna njegove crne braće u ropstvu u Sjedinjenim Državama, vratio se u Ameriku u proljeće 1847. godine,  ubrzo nakon smrti Daniela O'Connell.
U 21. stoljeću povijesne ploče postavljene su na zgrade u Corku i Waterfordu u Irskoj i Londonu u znak proslave Douglassovog posjeta: prva je u hotelu Imperial u Corku, a svečano je otkrivena je 31. kolovoza 2012 .; druga je na fasadi gradske vijećnice Waterford, ona je svečano otkrivena 7. listopada 2013. Obilježava njegov govor ondje 9. listopada 1845. Treća ploča krasi kuću Nell Gwynn, koja se nalazi ujužnom Kensingtonu u Londonu, na mjestu kuće u kojoj je Douglass odsjeo s britanskim abolicionistom Georgeom Thompsonom . Ploča na Gilmore Placeu u Edinburghu označava njegov boravak tamo 1846. godine.

### Povratak u Sjedinjene Države
Nakon povratka u SAD 1847., koristeći 500 funti koju su mu dali engleski pristaše,  Douglass je počeo objavljivati svoje prve abolicionističke novine, Sjevernjaču, iz podruma Memorial AME Zion Church u Rochesteru, New York . Izvorno je novinar iz Pittsburgha Martin Delany bio suurednik, ali je Douglass smatrao da nije donio dovoljno pretplata i oni su se razišli. Moto Sjevernjače bio je "Pravo nema spola - Istina nema boje - Bog je Otac svih nas, a svi smo mi braća". Crkva AME i Sjevernjača energično su se protivile uglavnom bijelom Američkom društvu za kolonizaciju i njegovom prijedlogu za vraćanje crnaca natrag u Afriku. Douglass se također uskoro razišao s Garrisonom, možda zato što se Sjevernjača natjecala s Garrisonovim Nacionalnim standardom protiv ropstva i Marigleom Robinsonom s Anti-ropskim glasnikom. Osim objavljivanja zvijezde Sjevernjače i održavanja govora, Douglass je također sudjelovao u Podzemnoj željeznici. On i njegova supruga osigurali su smještaj i sredstva u svom domu za više od četiri stotine odbjeglih robova.
Douglass se kasnije razišao s Garrisonom. Ranije se Douglass složio s Garrisonovim stavom da je Ustav naklonjen ropstvu, jer su se zbog klauzule od tri petine državni kompromisi s abolicionistima odnosili na raspodjelu kongresnih mjesta, na temelju djelomičnog brojanja populacije robova u odnosu s državnim ukupnim brojem populacije i na zaštitu međunarodne trgovine robljem iz 1807 godine. Garrison je spalio kopije Ustava kako bi izrazio svoje mišljenje. Međutim, Lysander Spooner objavio je knjigu Antiustavnost ropstva (1846), u kojoj je Ustav Sjedinjenih Država ispitan kao dokument protiv ropstva. Douglassova promjena mišljenja o Ustavu i njegovo odvajanje od Garrisona oko 1847. postali su jedna od najznačajnijih podjela abolicionizma. Douglass je razljutio Garrisona rekavši da se Ustav može i treba koristiti kao instrument u borbi protiv ropstva.

U rujnu 1848., na desetu godišnjicu svojeg bijega, Douglass je objavio otvoreno pismo upućeno svom bivšem gospodaru Thomasu Auldu te se oštro osvrnuo na njegovu robovlasničku praksu, vrijeđajući ga zbog ponašanja i raspitujući se za članove njegove obitelji koje Auld još uvijek "posjeduje". Tijekom pisma Douglass vješto prelazi iz formalnog i suzdržanog u familijarni, a zatim u strasni stil. U jednom je trenutku ponosan roditelj i opisuje svoje nove životne okolnosti i napredak svoje četvero male djece. Ali onda dramatično mijenja ton:
Oh! Gospodine, robovlasnik mi se čini takvim agentom pakla, kada razmišljam i gledam svoju dragu djecu. Tada se moji osjećaji izdižu iznad moje kontrole. ... Mračne strahote ropstva dižu se u svojem groznom užasu preda mnom,  plač milijuna probada mi srce i ledi krv. Sjećam se lanca, krvavog biča, smrtonosne tame koja je zasjenila slomljeni duh okovanog roba, užasnog osjećaja kada ga otrgnu od žene i djece i prodaju poput zvijeri na tržnici.
U osjećajnom je odlomku Douglass pitao Aulda kako bi se osjećao da je Douglass došao odvesti njegovu kćer Amandu kao ropkinju, ponašajući se prema njoj onako kako se Auld odnosio prema njemu i članovima njegove obitelji. Ipak, u svom zaključku Douglass pokazuje svoju suzdržanost i dobronamjernost, navodeći da on "nema zlobe prema njemu osobno", i tvrdi da, "nema krova pod kojim biste bili sigurniji od mog, a u mojoj kući nema ničega što bi vam možda trebalo, a da vam ja to ne bih omogućio. Uistinu, trebao bih to smatrati privilegijom, da vam pružim primjer kako čovječanstvo treba postupati."

### Ženska prava
1848. Douglass je jedini Afroamerikanac koji je prisustvovao Konvenciji kod slapova Senece, prvoj konvenciji o ženskim pravima, u saveznoj državi New York. Elizabeth Cady Stanton zamolila je skupštinu da donese rezoluciju kojom traži žensko pravo glasa . Mnogi od prisutnih usprotivili su se toj ideji, uključujući utjecajne kvekere Jamesa i Lucreciju Mott.  Douglass je stajao i rječito govorio u korist ženskog prava glasa ; rekao je da ne može omogućiti pravo glasa crncima ako žene također ne mogu imati isto pravo. Sugerirao je da bi svijet bio bolji kad bi žene bile uključene u političku sferu .
Nakon konvencije kod slapova Senece, Douglass je upotrijebio uvodnik u časopisu The North Star kako bi pokrenuo borbu za ženska prava. Podsjetio je na "iskazanu sposobnost i dostojanstvo" članova konvencije i ukratko je prenio nekoliko argumenata tadašnje konvencije i feminističke misli.
Na prvi pogled, Douglass je prihvatio mišljenje sudionika suočenih s neslaganjem. U ostatku je razgovarao o primarnom dokumentu koji je proizašao s konferencije, Deklaraciji o osjećajima i feminističkom cilju. Douglass je takođerizrazio uvjerenje da će se "u današnja vremena rasprava o pravima životinja smatrati važnijom ... nego raspravom o pravima žena", napomenuvši vezu između abolicionizma i feminizma i preklapanje između njihovih zajednica.
Njegovo mišljenje kao urednika uglednih novina imalo je težinu i izričito je iznio stav Sjevernjače : "Držimo da žena ima svako pravo na sve blagodati za koje se borimo." Ovo pismo, napisano tjedan dana nakon konvencije, potvrdilo je prvi dio slogana lista, "pravo nema spola".
Nakon građanskog rata, kada se raspravljalo o 15. amandmanu koji daje crncima pravo glasa, Douglass se razišao s frakcijom pokreta za ženska prava pod vodstvom Elizabeth Cady Stanton. Douglass je podržao amandman koji će crncima dati pravo glasa. Međutim, Stanton se protivila 15. amandmanu jer je ograničio širenje biračkog prava na crnce; predviđao je da će njegovo usvajanje desetljećima odgađati njihovo nastojanje da se i ženama omogući pravo glasa. Stanton je tvrdila da bi se američke žene i crnci trebali udružiti u borbi za opće pravo glasa i usprotivio se bilo kojem zakonu koji dijeli njihove pokrete. I Douglass i Stanton znali su da još uvijek nema dovoljno muške potpore za žensko pravo glasa, ali da bi amandman kojim se crncima daje glas mogao donijeti krajem 1860-ih. Stanton je želio pridodati žensko biračko pravo crnačkim muškarcima kako bi njegov pokret uspjela.
Douglass je smatrao da je takva strategija prerizična, da jedva ima dovoljno podrške za pravo glasa crnaca. Bojao se da će povezivanje borbe za žensko pravo glasa s crnačkim muškarcima rezultirati neuspjehom obje skupine. Douglass je tvrdio da su bijele žene, već osnažene svojim socijalnim vezama s očevima, muževima i braćom, barem posredno imale glas. Afroamerikanke bi, vjerovao je, imale jednak stupanj utjecaja na unutarnju politiku kao i bjelkinje kad bi Afroamerikanci glasovali. Douglass je uvjeravao Amerikanke da se niti u jednom trenutku nikada nije založio protiv prava žena.

### Ideološka dorada
U međuvremenu je 1851. Douglass spojio zvijezdu Sjevernjaču s Liberty Party Paperom Gerrita Smitha da bi formirao Paper Fredericka Douglassa, koji je izlazio do 1860.
Dana 5. srpnja 1852., Douglass je uputio govor damama Rochesterskog abolicionističkog društva za šivanje. Ovaj je govor na kraju postao poznat pod nazivom " Što je robu četvrti srpanj? ". Jedan ga je biograf nazvao "najvećim govorom o ropstvu". Na radikalnoj abolicionističkoj Nacionalnoj Afričko-Američkoj konvenciji u Rochesteru 1853. godine, bio je istaknuti sudionik. Douglassovo ime bilo je jedno od pet imena priloženih uz dokument konvencije građanima Sjedinjenih Država, koji je bio objavljen pod naslovom Tvrdnje o našem zajedničkom pokretu, zajedno s Amosom Noëom Freemanom, Jamesom Monroeom Whitfieldom, Henryjem O. Wagonerom i Georgeom Boyer Vashonom .
Poput mnogih abolicionista, Douglass je vjerovao da će obrazovanje biti presudno za Afroamerikance u nastojanju da poboljšaju svoj život; bio je rani zagovornik desegregacije u školama. U 1850-ima Douglass je primijetio da su njujorški edukativni sadržaji za afroameričku djecu znatno lošiji od onih za bijelce. Douglass je nastojao zakonski omogućiti jednako obrazovanje svakom američkom djetetu. Izjavio je da je puna uključenost Afroamerikanaca u obrazovni sustav važnija od političkih pitanja poput glasačkog prava.

### John Brown
Dana 12. ožujka 1859. Douglass se sastao s radikalnim abolicionistima Johnom Brownom, Georgeom DeBaptistom i drugima u kući Williama Webba u Detroitu kako bi diskutirali o emancipaciji. Douglass se ponovno susreo s Brownom kad je Brown posjetio njegov dom dva mjeseca prije nego što je on poveo pobunu u Harpers Ferryju. Brown je napisao svoj privremeni ustav tijekom dvotjednog boravka s Douglassom. S Douglassom je također boravio Shields Green, odbjegli rob kojem je Douglass pomagao, kao što je to često činio sa svima kojima je mogao ponuditi pomoć.

#### Tajni sastanak u kamenolomu Chambersburg
Netom prije pobune, Douglass je, povevši Greena sa sobom, putovao od Rochestera, preko New Yorka, do Chambersburga u Pennsylvaniji, sjedišta Johna Browna. Tamo su ga prepoznali mnogi afroamerikanci, koji su ga zamolili za predavanje. Douglass je udovoljio njihovom zahtjevu, ali je rekao da je jedina tema o kojoj može govoriti ropstvo. John Brown je anonimno sjedio u publici; Na pozornici, Douglassu se pridružio Shields Green. Novinar, koji je bio bijelac, pozivajući se na "Crnu demokraciju", nazvao je Douglassovo predavanje "žestokim govorom" "notornog crnačkog govornika".
Ondje su se u napuštenom kamenolomu radi tajnosti Douglass i Green sastali s Brownom i Johnom Henrijem Kagijem kako bi razgovarali o napadu na Harpers Ferry. Nakon dugotrajnih rasprava razočarao je Browna tako što mu se odbio pridružiti, smatrajući misiju samoubilačkom. Na Douglassovo iznenađenje, Green je otišao s Brownom umjesto da se s Douglassom vrati u Rochester.
Gotovo sve što se zna o ovom događaju dolazi od Douglassa. Jasno je da su mu implikacije ovog sastanka bile od neizmjerne važnosti, zato što su predstavljale prekretnicu u njegovom životu - odbijanje da prati Johna Browna - i važnost tog odbijanja u oblikovanju Douglassovog javnog imidža. Douglass nije spomenuo spomenuti sastanak 20 godina. Prvi ga je put spomenuo u svom govoru o Johnu Brownu na Storer Collegeu 1881. godine, pokušavajući bezuspješno prikupiti novac za profesorsku stipendiju Johna Browna u Storeru, koja je bila namijenjena crncima. Ponovno se na to osvrnuo u svojoj posljednjoj autobiografiji.
Nakon pobune u Harpers Ferryju, koja je trajala od 16. do 18. listopada 1859., javnost je optužila Douglassa i za podršku Brownu i za nedovoljnu podršku njegova pokreta.  Gotovo je uhićen nakon što mu je izdana tjeralica u Virginiji te je na kratko pobjegao u Kanadu prije nego što je nastavio dalje u Englesku na prethodno planiranoj turneji s predavanjima, stigavši krajem studenoga.  Tijekom svoje predavačke turneje po Velikoj Britaniji, 26. ožujka 1860., Douglass je održao govor pred Škotskim društvom za borbu protiv ropstva u Glasgowu, "Ustav Sjedinjenih Država: je li to ropstvo ili antiropstvo?", time izrazivši svoje stavove o američkom ustavu. Istog mjeseca, 13. ožujka, najmlađa Douglassova kći Annie umrla je u Rochesteru u New Yorku, samo nekoliko dana prije svog 11. rođendana. Douglass je sljedećeg mjeseca otplovio iz Engleske, putujući Kanadom kako bi izbjegao američke patrole.

#### Govor u Storer koledžu (1881)
Godinama kasnije, 1881. godine, Douglass je dijelio pozornicu na Storer koledžu u Harpers Ferryju s Andrewom Hunterom, javnim tužiteljem koji je sudjelovao na Brownovu suđenju, na kojem je Brown osuđen na smrt. Hunter je čestitao Douglassu.

### Fotografija
Douglass je fotografiju smatrao vrlo važnom u zaustavljanju ropstva i rasizma te je bio uvjeren da kamera ne laže, čak ni u rukama rasističkog bijelca, jer su fotografije izvrstan način suprotstavljanja mnogim rasističkim karikaturama, posebno u ilustracijama s crnim licima. On drži rekod za najviše fotografiranog amerikanca iz 19. st. Fotografijom se svjesno služio kako bi predstavljao svoje političke stavove. Na svojim fotografijama nikad se nije nasmiješio, kako njegova fotografija ne bi postala rasistička karikatura sretnog roba. Nastojao je gledati izravno u kameru kako bi se suočio s gledateljem, svojim karakterističnim strogim pogledom.

## Religioznost
Douglass je bio izložen brojnim vjerskim propovijedima kao dijete, a u mladosti je često čuo kako Sophia Auld čita Bibliju. S vremenom se počeo zanimati za književnost; počeo je čitati i kopirati biblijske stihove, što ga je na kraju potaknulo da prijeđe na kršćanstvo . Svoj prijelaz na kršćanstvo opisao je u svojoj posljednjoj biografiji, Life and Times of Frederick Douglass :
Nisam imao više od trinaest godina, kad sam u svojoj samoći i neimaštini čeznuo za nekim kome bih mogao ići, kao za ocem i zaštitnikom. Propovijedanje bijelog metodističkog ministra, zvanog Hanson, bilo je sredstvo koje me natjeralo da osjetim da u Bogu imam takvog prijatelja. Smatrao je da su svi ljudi, veliki i mali, robovi i slobodnjaci, bili grešnici pred Bogom: da su po prirodi bili pobunjeni protiv Njegove vlasti i da se moraju pokajati za svoje grijehe i pomiriti se s Bogom po Kristu. Ne mogu reći da sam imao vrlo jasnu predodžbu o tome što se od mene traži, ali jedno sam dobro znao: bio sam grješan i nisam se mogao drugačije ponašati.Konzultirao sam dobrog starog Charlesa Lawsona i u tonovima svete naklonosti rekao mi je da se molim i da "svu svoju brigu prebacim na Boga". Ovo sam nastojao učiniti; i premda sam tjednima bio siromah, slomljenog srca, ožalošćen, putujući kroz sumnje i strahove, Bog je olakšao moj teret. Volio sam cijelo čovječanstvo, čak i robovlasnike, iako sam se gnušao ropstva više nego ikad. Vidio sam svijet u novom svjetlu i htio sam da se svi obrate. Moja se želja za učenjem povećala, a posebno sam želio temeljito se upoznati sa sadržajem Biblije.
Douglassu je mentor bio vlč. Charles Lawson. Od samih početaka svoje aktivističke karijere često je u svoje govore uvodio biblijske aluzije i religijske metafore. Iako je bio vjernik, oštro je kritizirao vjersko licemjerje i optužio robovlasnike za opakost, nedostatak morala i odbijanje da slijede Zlatno pravilo. U tom je smislu Douglass razlikovao "Kristovo kršćanstvo" i "Američko kršćanstvo" i vjerske robovlasnike i duhovnike koji su branili ropstvo smatrao je najbrutalnijim, najgrešnijim i najciničnijim od svih koji predstavljaju "vukove u ovčjoj odjeći".
Istaknuto je da je u poznatom govoru održanom u Korintskoj dvorani u Rochestru, oštro kritizirao stav religioznih ljudi koji su šutjeli o ropstvu i smatrao da su vjerski službenici počinili bogohuljenje kad su ga učili da je ropstvo sankcionirano vjerom. Smatrao je da je zakon namijenjen poticanju ropstva "jedno od najgrubljih kršenja kršćanske slobode" i rekao je da su svećenici koji slave ropstvo u Američkoj crkvi "oduzeli svu ljepotu Božjoj ljubavi i ostavili prijestolje religije u užasnom, odbojnom obliku" i smatrao je da je institucija ropstva "gadost pred Bogom". O ministrima poput Johna Chasea Lorda, Leonarda Elije Lathropa, Ichaboda Spencera i Orvillea Deweya, rekao je da su, protiv Svetog pisma, učili da "trebamo poštovati čovjekov zakon pred Božjim zakonom". Dalje je ustvrdio, "međutim, govoreći o američkoj crkvi, neka se jasno razumije da mislim na veliku masu vjerskih organizacija naše zemlje. Postoje iznimke i zahvaljujem Bogu da postoje. Mogu se naći plemeniti ljudi, raštrkani po svim tim sjevernim državama. Henry Ward Beecher iz Brooklyna, Samuel J. May iz Sirakuze i moj cijenjeni prijatelj [Robert R. Raymonde] ". Tvrdio je da "na tim ljudima leži dužnost nadahnuti naše pratioce visokim vjerskim žarom i bodriti nas u velikoj misiji oslobođenja robova iz njihovih lanaca". Uz to, pozvao je religiozne ljude da prihvate abolicionizam, rekavši, "neka vjerski tisak, propovjedaonica, nedjeljna škola, skupovi i konferencije, velike crkvene, misionarske i biblijske udruge u cijeloj zemlji koriste svoje ogromne moći protiv ropstva i robovlasništva. Tada bi se čitav sustav krvavog zločina iznimno brzo raspao. "
Tijekom posjeta Ujedinjenom Kraljevstvu između 1846. i 1848. godine, Douglass je zamolio britanske kršćane da ne podržavaju američke crkve koje su dopuštale ropstvo, i izrazio je sreću što zna da je skupina ministara u Belfastu odbila prihvatiti robovlasnike kao članove Crkve.
Po povratku u Sjedinjene Države Douglass je osnovao zvijezdu Sjevernjaču, tjednu publikaciju s motom "Pravo nema spola, istina nema boju, Bog je otac svih nas, a svi smo mi braća". Douglass je kasnije napisao pismo svom bivšem robovlasniku, u kojem ga je kritizirao što je Douglassovu obitelj ostavio nepismenom. U pismu je naveo tezu da je zabrana obrazovanja okrutnija od fizičkog nasilja, zato što predstavlja uvredu ljudskome duhu, koji je jednak u svim ljudima pred Bogom.
Ponekad smatran pretečom ne-denominacijske teologije oslobođenja, Douglass je bio duboko duhovan čovjek, kako to i dalje pokazuje interijer njegovog doma. Na plaštu kamina nalaze se biste dvojice njegovih omiljenih filozofa, Davida Friedricha Straussa, autora "Isusova života", i Ludwiga Feuerbacha, autora "Suštine kršćanstva". Uz nekoliko Biblija i knjiga o raznim religijama u knjižnici, prikazane su slike anđela i Isusa, kao i fotografije unutrašnjosti i eksterijera metropolitanske afričke metodičke biskupije u Washingtonu.  Tijekom svog života Douglass je to pojedinačno iskustvo povezivao sa socijalnom reformom, a poput ostalih kršćanskih abolicionista, slijedio je prakse poput suzdržavanja od duhana, alkohola i drugih supstanci za koje je vjerovao da oštećuju tijelo i dušu.

## Godine građanskog rata

### Prije građanskog rata
Do građanskog rata Douglass je bio jedan od najpoznatijih crnaca u zemlji, poznat po svojim govorima o stanju crne rase i po drugim pitanjima kao što su ženska prava. Njegova rječitost okupljala je mnoštvo ljudi na svakom mjestu. Njegov prijem kod čelnika u Engleskoj i Irskoj dodao je njegovom imidžu.

### Borba za emancipaciju i biračko pravo
Douglass i abolicionisti tvrdili su da bi afroamerikancima, budući da je cilj građanskog rata bio zaustaviti ropstvo, trebalo omogućiti da se uključe u borbu za svoju slobodu. Douglass je to mišljenje objavio u svojim novinama i nekoliko govora. U kolovozu 1861. objavio je opis Prve bitke kod Bull Runa, napominjući da su neki crnci već bili u redovima Konfederacije. Nekoliko tjedana kasnije, Douglass je ponovno spomenuo sudjelovanje crnaca u borbi za njihovu slobodu, citirajući svjedoka bitke koji je rekao da su vidjeli crne konfederate "s mušketama na ramenima i mecima u džepovima". Douglass je 1863. razgovarao s predsjednikom Abrahamom Lincolnom o postupanju s afroameričkim vojnicima i s predsjednikom Andrewom Johnsonom na temu crnog biračkog prava .
Proglas predsjednika Lincolna o emancipaciji, koji je stupio na snagu 1. siječnja 1863., proglasio je slobodu svih robova na teritoriju pod kontrolom Konfederacije. (Robovi na područjima pod nadzorom Unije nisu obuhvaćeni ovim zakonom o ratnim mjerama; robovi na područjima pod nadzorom Unije i sjevernim državama oslobođeni su usvajanjem 13. amandmana 6. prosinca 1865. godine.) Douglass je opisao ozračje u redovima onih koji su čekali proglašenje: "Čekali smo i osluškivali kada će udariti grom s neba ... promatrali smo ... pri slaboj svjetlosti zvijezda zoru novog dana ... žudili smo za odgovorom na mučne molitve ovih dugih stoljeća ".
Tijekom američkih predsjedničkih izbora 1864. Douglass je podržao Johna C. Frémonta, koji je bio kandidat abolicionističke Stranke radikalne demokracije. Douglass je bio razočaran što predsjednik Lincoln nije javno odobrio pravo glasa za oslobođene afroamerikance. Douglass je vjerovao da su afroamerički muškarci zaslužili pravo glasa, budući da su se borili za Uniju tijekom građanskog rata.
Budući da Sjever više nije bio obvezan vraćati robove vlasnicima na Jugu, Douglass se borio za jednakost svog naroda. S Lincolnom je stvorio planove za premještanje oslobođenih robova s Juga. Tijekom rata Douglass je također pomogao Uniji tako što je regrutirao vojnike za 54. pješačku pukovniju Massachusetts. Njegov najstariji sin, Charles Douglass, pridružio se 54. Massachusetts pukovniji, ali bio je bolestan većinu svoje službe. Lewis Douglass borio se u bitci kod Fort Wagnera . Treći sin, Frederick Douglass mlađi, također je služio kao časnik za regrutiranje.

### Nakon Lincolnove smrti
Poslijeratna (1865.) ratifikacija 13. amandmana zabranila je ropstvo. 14. amandman predviđao je državljanstvo i jednaku zakonsku zaštitu za afroamerikance. 15. amandman zaštitio je sve građane od diskriminacije u glasanju zbog rase.
Dana 14. travnja 1876. Douglass je održao glavni govor na otkrivanju Spomen obilježja emancipaciji u Washingtonu, u Lincoln Parku. Iskreno je govorio o Lincolnu, napominjući ono što je smatrao i pozitivnim i negativnim svojstvima pokojnog predsjednika. Nazvavši Lincolna "predsjednikom za bijelog čovjeka", Douglass je kritizirao Lincolnovu neodlučnost u pridruživanju pokretu emancipacije, napominjući da se Lincoln isprva protivio širenju ropstva, ali nije podržao njegovo uklanjanje. Ali Douglass je također pitao: "Može li bilo koji obojeni muškarac ili bilo koji bijelac koji je prijatelj slobode za sve ljude, zaboraviti noć koja je uslijedila nakon prvog dana u siječnju 1863. godine, kada je svijet trebao vidjeti hoće li se Abraham Lincoln pokazati tako dobar kao njegova riječ? " Također je rekao: "Iako je gospodin Lincoln dijelio predrasude svojih bijelih sugrađana protiv crnaca, nije ni potrebno reći da je u svom srcu prezirao i mrzio ropstvo. "
Gomila, potaknuta njegovim govorom, dala je Douglassu gromoglasan pljesak. Lincolnova udovica Mary Lincoln navodno je poklonila Douglasu omiljeni Lincolnov štap za hodanje. Taj štap i dalje počiva u njegovom konačnom prebivalištu "Cedar Hill", koji se danas koristi kao nacionalno povijesno mjesto Frederick Douglass .
Nakon održavanja govora, Frederick Douglass odmah je pisao novinama National Republican u Washingtonu (koje su izašle pet dana kasnije, 19. travnja), kritizirajući dizajn lincolnovog kipa i sugerirajući da bi park mogli poboljšati dostojanstveniji spomenici slobodnih Crnaca. "Crnac ovdje, iako se diže, i dalje je na koljenima i gol", napisao je Douglass. "Ono što želim vidjeti prije smrti je spomenik koji predstavlja crnca, ne na koljenima poput četveronožne životinje, već na nogama poput čovjeka."

## Doba rekonstrukcije
Nakon građanskog rata, Douglass je nastavio raditi na jednakosti Afroamerikanaca i žena. Zbog svoje istaknutosti i aktivizma tijekom rata, Douglass je bio zaposlen u političkoj administraciji. On je služio kao Predsjednik Freedmanove štedionice za vrijeme rekonstrukcije.
U međuvremenu, bijeli pobunjenici brzo su se pojavili na Jugu nakon rata, organizirajući se prvo kao tajne skupine nezadovoljnih građana, uključujući Ku Klux Klan. Oružana pobuna poprimila je različite oblike. Moćne paravojne skupine uključivale su Bijelu ligu i Crvene košulje, obje aktivne tijekom 1870-ih na dubokom jugu. Djelovale su kao "vojna ruka Demokratske stranke", izazivajući republikanske vladine dužnosnike i remeteći izbore. Deset godina nakon rata, demokrati su vratili političku moć u svim državama bivše Konfederacije i počeli su ponovno uspostavljati prevlast bijelaca. To su provodili kombinacijom nasilja, zakonima s kraja 19. stoljeća koji su nametali segregaciju i zajedničkim naporima za obespravljivanje afroamerikanaca. Novi radni i kazneni zakoni također su ograničili slobodu afroamerikanaca.
Da bi se borio protiv političkih promjena na jugu, Douglass je podržao predsjedničku kampanju Ulyssesa S. Granta 1868. godine .Douglass je pokrenuo svoje posljednje novine - New National Era, 1870. godine, u nastojanju da podsjeti svoju državu na važnost jednakosti. Predsjednik Grant poslao je povjerenstvo pod pokroviteljstvom Kongresa, u pratnji Douglassa, na misiju u Zapadnoj Indiji da istraži bi li aneksija Santo Dominga bila dobra za Sjedinjene Države. Grant je vjerovao da će aneksija pomoći u ublažavanju nasilne situacije na jugu dopuštajući Afroamerikancima vlastitu državu. Douglass i komisija podržavali su aneksiju, ali se Kongres i dalje protivio. Douglass je kritizirao senatora Charlesa Sumnera, koji se usprotivio aneksiji, izjavivši da će Sumnera "smatrati najgorim neprijateljem obojene rase na ovom kontinentu" ako se nastavi protiviti aneksiji.
Nakon izbora, Grant je potpisao Zakon o građanskim pravima iz 1871. godine (poznat i kao Zakon o Klanu), te drugi i treći Ovršni zakon. Grant je energično koristio njihove odredbe, suspendirajući habeas corpus u Južnoj Karolini i poslavši trupe tamo i u druge savezne države. Pod njegovim vodstvom izvršeno je preko 5000 uhićenja. Grantova sposobnost u ograničavanju djelovanja Klana učinila ga je nepopularnim među mnogim bijelcima, ali ga je Douglass posebno pohvalio. Suradnik Douglassa napisao je da će se Afroamerikanci "uvijek zahvalno prisjećati [Grantovog] imena, slave i sjajnih zasluga".
Douglass je postao prvi Afroamerikanac nominiran za potpredsjednika Sjedinjenih Država 1872. godine, kao kandidat Victorije Woodhull na listi Stranke jednakih prava. Nominiran je bez njegovog znanja. Douglass nije ni vodio kampanju za položaj niti je pokazao da zna da je nominiran. Te je godine bio predsjednički izbornik u državi New York i glasove te države je odnio u Washington, DC 
Međutim, početkom lipnja te godine izgorio je Douglassov treći dom u Rochesteru, na Južnoj aveniji; sumnjalo se da je požar bio podmetnut. Nanesena je značajna šteta na kući, njezinom namještaju i na posjedu; uz to je izgubljeno šesnaest svezaka Sjevernjače i Papira Fredericka Douglassa. Douglass se potom preselio u Washington, D.C.
Tijekom razdoblja rekonstrukcije Douglass je nastavio s govorima i predavanjima, ističući važnost rada, glasačkih prava i iskorištavanja biračkog prava. Njegovi govori tijekom dvadeset i pet godina nakon rata naglašavali su nastojanja da se suzbije rasizam koji je tada bio raširen u radničkim sindikatima. U govoru od 15. studenoga 1867. rekao je: "Čovjekova prava počivaju u tri kutije: glasačkoj kutiji, porotničkoj kutiji i patroni municije. Neka nikoga ne udalje od glasačke kutije zbog njegove boje. Neka nijedna žena ne bude udaljena od glasačkih kutija zbog svog spola. " Douglass je 1873. godine govorio na mnogim koledžima u zemlji, uključujući Bates College u Lewistonu, Maine.

## Obiteljski život
Douglass i Anna Murray imali su petero djece: Rosettu Douglass, Lewisa Henryja Douglassa, Fredericka Douglassa mlađeg, Charlesa Remonda Douglassa i Annie Douglass (umrli u dobi od deset godina). Charles i Rosetta pomogli su mu tiskati novine.
Anna Douglass ostala je odana pobornica muževa javnog rada. Njegova veza s Julijom Griffiths i Ottilie Assing, dvjema ženama s kojima je imao profesionalne povezanosti, izazvala je česta nagađanja i skandale. Assing je bila novinarka nedavno doseljena iz Njemačke, koja je prvi put posjetila Douglassa 1856. godine tražeći dozvolu da prevede Moje ropstvo i moju slobodu na njemački jezik. Do 1872. godine često je boravila u njegovoj kući "po nekoliko mjeseci", kao njegov "intelektualni i emocionalni suputnik". Ottillie Assing je Annu Douglass prezirala i uzalud se nadala da će se Douglass odvojiti od nje. Douglassov biograf David W. Blight zaključuje da su Assing i Douglass "vjerojatno bili ljubavnici".
Nakon što je Anna umrla 1882. godine, 1884. Douglass se ponovno vjenčao s Helen Pitts, bijelom sufražetkinjom i abolicionisticom iz Honeoyea u New Yorku .Helen Pitts je bila kći Gideona Pittsa mlađeg, abolicionističkog kolege i Douglassovog prijatelja. Diplomirala je na koledžu Mount Holyoke (tada se zvalo Žensko sjemenište Mount Holyoke). Radila je na radikalnoj feminističkoj publikaciji pod nazivom Alpha dok je živjela u Washingtonu, DC. Kasnije je radila kao Douglassova tajnica. Ottillie Assing je počinila samoubojstvo 1884. godine, nakon što je čula za brak.
Njihov je brak izazvao česte kontroverze, jer je Helen Pitts bila i bjelkinja i gotovo 20 godina mlađa. Njezina obitelj je prestala pričati s njom; njegova su djeca brak smatrala odbacivanjem svoje majke. No, feministkinja Elizabeth Cady Stanton čestitala je paru.  Douglass je na kritike odgovorio rekavši da je njegov prvi brak bio s nekime boje njegove majke, a drugi s nekim boje njegovog oca.

## Posljednje godine u Washingtonu, DC
Freedmanova štedionica bankrotirala je 29. lipnja 1874., samo nekoliko mjeseci nakon što je Douglass krajem ožujka postao njezin predsjednik. Tijekom te ekonomske krize, njegove posljednje novine, The New National Era, propale su u rujnu. Kad je republikanac Rutherford B. Hayes izabran za predsjednika, imenovao je Douglassa maršalom Sjedinjenih Država za okrug Columbia, prvim afroamerikancem koji je dobio tu počasnu titulu. Douglass je prihvatio imenovanje, što je pomoglo osigurati financijsku sigurnost njegove obitelji. Tijekom njegova mandata, njegove pristaše su ga pozivale da podnese ostavku, budući da od njega nikada nije bilo traženo da predsjedniku predstavi gostujuće strane uglednike, što je jedna od uobičajenih dužnosti tog zaduženja. Međutim, Douglass je vjerovao da vladin propust nije implicirao nikakav prikriveni rasizam, te je izjavio da su ga uvijek toplo dočekali u predsjedničkim krugovima.
Douglass je posjetio svojeg prijašnjeg vlasnika Thomasa Aulda na samrti 1877. godine, što je dovelo do njihovog pomirenja. Douglass je nekoliko godina prije upoznao Auldovu kćer Amandu Auld Sears, koja je zatražila sastanak, a nakon toga prisustvovala je jednom od Douglassovih govora. Otac ju je pohvalio što je razgovarala s Douglassom. Čini se da je posjet Douglassu omogućio da zaključi neugodno poglavlje svog života, iako su neki kritizirali njegova nastojanja da se poveže s bivšim vlasnikom.
Iste je godine Douglass kupio kuću koja je trebala biti konačni dom njegove obitelji u Washingtonu, na brdu iznad rijeke Anacostia. On i Anna dali su mu ime Cedar Hill (također se piše CedarHill). Proširili su kuću s 14 na 21 sobu i uključili porculanski ormar. Godinu dana kasnije, Douglass je kupio susjedne parcele i proširio imanje na 15 hektara (61.000 m 2). Dom je danas sačuvan kao nacionalno povijesno mjesto Fredericka Douglassa .
Douglass je objavio posljednje izdanje svoje autobiografije "Život i vremena Fredericka Douglassa"  1881. godine. Te godine imenovan je zapisničarom aktova za Distrikt Columbije. Njegova supruga Anna Murray Douglass umrla je 1882. godine, a Frederick je ostao shrvan. Nakon razdoblja žalosti, Douglass je pronašao novo značenje u suradnji s aktivisticom Idi B. Wells. Ponovno se oženio 1884., kao što je gore spomenuto.
Douglass je također nastavio s govorima i putovanjima, kako u Sjedinjenim Državama, tako i u inozemstvu. S novom suprugom Helenom Douglass je putovao u Englesku, Irsku, Francusku, Italiju, Egipat i Grčku od 1886. do 1887. godine. Postao je poznat po tome što je zagovarao irsku autonomiju i podržavao Charlesa Stewarta Parnella u Irskoj.
Uz putovanja u inozemstvo tih godina, držao je predavanja u malim gradovima u Sjedinjenim Državama. 28. prosinca 1885. ostarjeli govornik razgovarao je s književnim društvom u Rising Sunu, gradu na sjeveroistoku Marylanda ispod linije Mason – Dixon. Program govora - "Self-Made Man" privukao je veliku publiku, uključujući studente sa Sveučilišta Lincoln u okrugu Chester, PA, izvijestio je Oxford Press. "Gospodin Douglass stari i izgubio je velik dio svoje vatrenosti i snage uma, kao i tijela, ali još uvijek može zainteresirati publiku. Izvanredan je čovjek i sjajan je primjer sposobnosti obojene rase, čak i pod jakim utjecajem ropstva, iz kojeg je izašao i postao jedan od uglednih građana zemlje ", primijetile su novine u okrugu Chester.
Na Republikanskoj nacionalnoj konvenciji 1888. godine Douglass je postao prvi Afroamerikanac koji je dobio glas za predsjednika Sjedinjenih Država na prozivci velike stranke . Te je godine Douglass govorio na koledžu Claflin, crnačkom koledžu u Orangeburgu u Južnoj Karolini i najstarijoj takvoj instituciji u državi. 
Mnogi su Afroamerikanci, zvani Egzodusteri, pobjegli od klana i rasno diskriminirajućih zakona na Jugu preselivši se u Kansas, gdje su neki formirali gradove sačinjene isključivo od crnaca kako bi imali veću razinu slobode i autonomije. Douglass nije favorizirao njihove gradove, kao ni povratak u Afriku. Smatrao je da potonje sliči na Američko kolonizacijsko društvo kojem se suprotstavio u mladosti. 1892. godine, na konferenciji u Indianapolisu, koju je sazvao biskup Henry McNeal Turner, Douglass se izjasnio protiv separatističkih pokreta, pozivajući crnce da to odbiju. Slične je govore održao još i 1879. godine, a kritizirali su ga kolege i dio publike, koji su ga čak i izviždali zbog njegovog stajališta. Govoreći u Baltimoreu 1894. godine, Douglass je rekao, "Nadam se i vjerujem da će sve na kraju izaći na vidjelo, ali neposredna budućnost izgleda mračna i uznemirena. Ne mogu zatvoriti oči pred ružnim činjenicama koje su preda mnom. "
Predsjednik Harrison imenovao je Douglassa za ministra Sjedinjenih Država i kao generalnog konzula Republike Haiti i otpravnika poslova Santo Dominga 1889. godine ali Douglass je dao ostavku u povjerenstvu u srpnju 1891. godine kada je postalo očito da je američki predsjednik namjeravao dobiti trajni pristup teritoriju Haitija bez obzira na želje te zemlje.Haiti je Douglassa imenovao supovjerenikom njegova paviljona na Svjetskoj kolumbijskoj izložbi u Chicagu 1892. godine.
Douglass je izgradio stambeni kompleks za crnce 1892. godine. Sada je taj kompleks poznat kao Douglass Place, u području Fells Pointa u Baltimoreu. Kompleks još uvijek postoji, a 2003. godine uvršten je u Nacionalni registar povijesnih mjesta .

## Smrt
Dana 20. veljače 1895. Douglass je prisustvovao sastanku Nacionalnog vijeća žena u Washingtonu, DC. Ubrzo nakon što se vratio kući, Douglass je umro od srčanog udara. Imao je 77 godina.
Pogreb mu je održan u metropolitanskoj afričkoj metodističkoj biskupskoj crkvi. Tisuće ljudi prolazile su kraj njegovog lijesa kako bi iskazale svoje poštovanje. Iako je Douglass posjećivao nekoliko crkava u glavnom gradu države, ovdje je imao klupu i darovao je dva stalna svijećnjaka kad se ova crkva preselila u novu zgradu 1886. godine. Tamo je također održao mnoga predavanja, uključujući i svoj posljednji veći govor, "Lekciju sata".
Douglassov lijes prevezen je u Rochester, New York, gdje je živio 25 godina, duže nego bilo gdje drugdje u svom životu. Pokopan je pored Ane na obiteljskom posjedu Douglassovih na groblju Mount Hope. Helen je također tamo pokopana 1903.

## Djela

### Spisi
- 1845. Pripovijest o životu Fredericka Douglassa, američkog roba (prva autobiografija).
- 1853. godine. " Herojski rob ". Str. 174–239 u Autogrami za slobodu, ur. Julia Griffiths. Boston: Jewett i tvrtka .
- 1855. Moje ropstvo i moja sloboda (druga autobiografija).
- 1881. (revidirano 1892.). Život i vremena Fredericka Douglassa (treća i posljednja autobiografija).
- 1847–1851. Sjevernjača, abolicionističke novine koje je osnovao i uređivao Douglass. Spojio je papir s drugim, stvarajući rad Fredericka Douglassa .
- 2012. godine U Riječi Fredericka Douglassa: Citati iz Liberty's Champion, urednici John R. McKivigan i Heather L. Kaufman. Ithaca: Sveučilišna tisak Cornell .ISBN 978-0-8014-4790-7 .

### Govori
- 1841. godine. "Crkva i predrasude"[125]
- 1852. godine. " Što je robovu četvrti srpanj? "[126] Godine 2020. Nacionalni javni radio proizveo je videozapis potomaka Douglassa kako čitaju izvatke iz govora.[127]
- 1859. Self-Made Men .
- 1863., 6. srpnja. "Govor u Nacionalnoj dvorani za promociju regrutiranja afroamerikanaca."[128]
- 1881. godine.John Brown. Obraćanje Fredericka Douglassa, na četrnaestoj godišnjici Storer Collegea, Harper's Ferry, zapadna Virginia, 30. svibnja 1881. godine . Dover, New Hampshire. 1881. godine.

## Ostavština i zasluge
Roy Finkenbine tvrdi:
Kao najutjecajniji Afroamerikanac devetnaestog stoljeća, Douglass je postao poznat uznemirujući američku savjest. Govorio je i pisao u ime različitih reformacijskih razloga: ženska prava, umjerenost, mir, zemljišna reforma, besplatno javno obrazovanje i ukidanje smrtne kazne. Ali glavninu svog vremena, neizmjernog talenta i bezgranične energije posvetio je okončanju ropstva i stjecanju jednakih prava za Afroamerikance. To su bile središnje brige njegove duge reformacijske karijere. Douglass je shvatio da borba za emancipaciju i jednakost zahtijeva snažnu, ustrajnu i nepopustljivu usredotočenost i volju. I prepoznao je da Afroamerikanci moraju igrati vidljivu ulogu u toj borbi. Manje od mjesec dana prije smrti, kada je mladi crnac zatražio savjet od njega, Douglass je bez oklijevanja odgovorio: ″ Uznemiruj! Uznemiruj! Uznemiruj! ″
Biskupska crkva prisjeća se Douglassa slaveći svake godine u svom liturgijskom kalendaru tijekom 20. veljače, obljetnice njegove smrti. Mnoge javne škole imenovane su po Fredericku Douglassu. Douglass i danas ima žive potomke, poput Kena Morrisa, koji je također potomak Booker T. Washingtona .

## U pop kulturi

### Film i televizija
- Robert Guillaume glumi Douglassa tijekom govora o američkoj trgovini robljem u miniseriji Sjever i Jug 1985. (1. sezona, epizoda 3).
- Douglass se pojavljuje u seriji Glory (1989), a glumi ga Raymond St. Jacques, prikazuje se kao prijatelj Francisa Georgea Shawa.
- U dokumentarcu Kena Burnsa "Građanski rat " iz 1990. godine Douglassu je dao glas glumac Morgan Freeman .
- Mockumentarni film CSA: Konfederacijske države Amerike iz 2004. godine prikazuje lik Douglassa u alternativnoj povijesti.
- U knjizi Akeelah i pčela (2006.) likovi raspravljaju o Douglassu kraj njegove brončane biste kiparice Tine Allen .[134]
- Dokumentarni film Frederick Douglass i bijeli crnac iz 2008. godine govori o Douglassu u Irskoj i odnosu afričkih i irskih Amerikanaca tijekom američkog građanskog rata .
- Douglass se pojavljuje u Slobodi .
- U dokumentarnom filmu The Gettysburg Address iz 2015. godine ulogu Fredericka Douglassa izražava glumac Laurence Fishburne .
- Ograničene serija temeljene na romanu Jamesa McBridea, dobri Bog ptica , objavljen je, uz Daveeda Diggsa koji glumi Douglassa.[135]

### Glazba
- U pjesmi The Fugeesa "How Many Mics" s njihovog albuma iz 1996. godine The Score spominje se Frederick Douglass.

- Douglassa glumi JB Smoove u epizodi Epic Rap Battles of History iz 2016. godine, u kojoj se bori protiv Thomasa Jeffersona, kako ga je prikazao Peter Shukoff .

### Književnost
- Roman Edmunda Fullera "Zvijezda uperena u sjever" iz 1946. godine predstavlja prikaz Douglassovog života.[136]
- Terry Bisson 's Fire on the Mountain (1988.) roman je alternativne povijesti, u kojem je juriš Johna Browna na Harpers Ferry uspio i, umjesto građanskog rata, Robovi Crnaca emancipirali su se u masovnoj pobuni robova. U ovoj je povijesti Frederick Douglass (zajedno s Harriet Tubman ) osnivač države crnaca stvorene na dubokom jugu .
- Douglass je glavni lik u romanu How Few Remain (1997) Harryja Turtledovea, prikazanom u alternativnoj povijesti u kojoj je Konfederacija pobijedila u građanskom ratu, a Douglass mora nastaviti svoju kampanju protiv ropstva do 1880-ih.
- Douglass se pojavljuje u filmu Flashman i anđeo Gospodnji (1994) Georgea MacDonalda Frasera .
- Douglass, njegova supruga i njegova navodna ljubavnica, Ottilie Assing, glavni su likovi u filmu " Douglass 'Women" Jewell Parker Rhodes (New York: Atria Books, 2002).
- Douglass je glavni junak romana Richarda Bradburyja Riversmeet (Muswell Press, 2007.), izmišljenog izvještaja o Douglassovoj turneji iz 1845. na Britanskom otočju .[137]
- Douglassovo vrijeme provedeno u Irskoj fikcionalizirano je u časopisu TransAtlantic (2013) Columa McCanna.[138]
- Komična predstava Douglassa nastala je u romanu Jamesa McBridea iz 2013. godine , Ptica dobri lord .[139]
- Godine 2019. autor David W. Blight dobio je Pulitzerovu nagradu za povijest za knjigu Fredericka Douglassa: Prorok slobode .

### Likovna umjetnost
- 1938–39. Afroamerički umjetnik Jacob Lawrence stvorio je seriju narativnih slika Frederick Douglass. Bile su dio povijesne serije koju je Lawrence započeo 1937. godine, koja je uključivala oslikane ploče o istaknutim crnim povijesnim ličnostima kao što su Toussaint Louverture i Harriett Tubman. Tijekom svog pripremnog rada, Lawrence je provodio istraživanje u Schomburškom centru za istraživanje kulture crnaca, crpeći prvenstveno autobiografije Fredericka Douglassa: Pripovijest o životu Fredericka Douglassa, američkog roba (1845) i Život i vrijeme Fredericka Douglassa (1881) ).[140] Za ovu seriju umjetnik je koristio format s više ploča plus natpise koji su mu omogućili da razvije serijsku narativu koju nije bilo moguće prenijeti tradicionalnim portretom ili povijesnim slikarstvom .[141] Umjesto da doslovno reproducira Douglassove izvorne pripovijesti, Lawrence je konstruirao vlastitu vizualnu i tekstualnu narativu u obliku 32 ploče obojene temperama i popraćene vlastitim Lawrenceovim natpisima. Struktura serije slika linearna je i sastoji se od tri dijela (rob, bjegunac, slobodan čovjek) koji nude epsku kroniku Douglassove transformacije iz roba u vođu u borbi za oslobođenje Crnaca.[142] Serija Frederick Douglass trenutno se nalazi u sveučilišnom muzeju Hampton .

### Ostali mediji
- Frederick Douglass pojavljuje se kao veliki humanitarac u strateškoj videoigri iz 2008. godine Civilization Revolution .[143]
- U 2019. godini Douglass je bio u središtu izložbe Lekcije sata - Frederick Douglass, britanskog umjetnika Isaaca Juliena, u njujorškoj galeriji Metro Pictures i Memorial Art Gallery .[144]